# Carnaval de Mealhada
O Carnaval de Mealhada é um evento anual, realizado na cidade de Mealhada, que atrai todos os anos milhares de visitantes à cidade.
Organizado pela Câmara Municipal da Mealhada, este evento consiste em dois desfiles de Carnaval, com a participação de quatro escolas de samba.

## Resultados

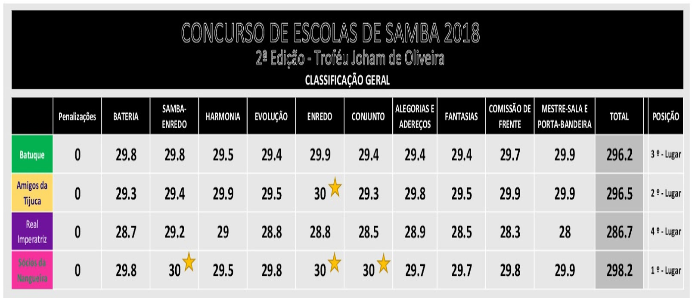
Resultados do Carnaval de Mealhada, 2018.

| Ano  | Campeã              | Vice-campeã         | Terceira Colocada   | Quarta colocada    | Ref   |
| ---- | ------------------- | ------------------- | ------------------- | ------------------ | ----- |
| 2006 | Sócios da Mangueira | GRES Batuque        | Amigos da Tijuca    |                    |       |
| 2007 | Sócios da Mangueira | GRES Batuque        | Amigos da Tijuca    |                    |       |
| 2009 | GRES Batuque        | Amigos da Tijuca    | Sócios da Mangueira |                    |       |
| 2010 | Sócios da Mangueira | GRES Batuque        | Amigos da Tijuca    |                    |       |
| 2011 | Sócios da Mangueira | GRES Batuque        | Amigos da Tijuca    |                    |       |
| 2012 | Sócios da Mangueira | GRES Batuque        | Amigos da Tijuca    |                    |       |
| 2013 | GRES Batuque        | Sócios da Mangueira | Amigos da Tijuca    |                    |       |
| 2014 | Sócios da Mangueira | Amigos da Tijuca    | GRES Batuque        |                    |       |
| 2015 | GRES Batuque        | Amigos da Tijuca    | Sócios da Mangueira |                    |       |
| 2016 | Não houve concurso  | Não houve concurso  | Não houve concurso  | Não houve concurso | [ 5 ] |

#### 2018
| Colocação | Escola              | Pontos | Ref.  |
| --------- | ------------------- | ------ | ----- |
| 1º lugar  | Sócios da Mangueira |        | [ 6 ] |
| 2º lugar  | Amigos da Tijuca    |        | [ 6 ] |
| 3º lugar  | GRES Batuque        |        | [ 6 ] |
| 4º lugar  | Real Imperatriz     |        | [ 6 ] |

#### 2019
| Colocação | Escola              | Pontos | Ref.  |
| --------- | ------------------- | ------ | ----- |
| 1º lugar  | Sócios da Mangueira | 296,80 | [ 7 ] |
| 2º lugar  | GRES Batuque        | 294,60 | [ 7 ] |
| 3º lugar  | Amigos da Tijuca    | 293,90 | [ 7 ] |
| 4º lugar  | Real Imperatriz     | 288,60 | [ 7 ] |

#### 2020
| Colocação | Escola              | Pontos | Ref.  |
| --------- | ------------------- | ------ | ----- |
| 1º lugar  | Sócios da Mangueira | 298    | [ 8 ] |
| 2º lugar  | Batuque             | 297.9  | [ 8 ] |
| 3º lugar  | Real Imperatriz     | 292.8  | [ 8 ] |
| 4º lugar  | Amigos da Tijuca    | 277.1  | [ 8 ] |